# 牛棚杂忆
《牛棚杂忆》是北京大学教授季羡林写的一部散文随笔。他在本书中记录了自己在文化大革命中的经历和遭遇。1998年出版后多次再版，2016年出版英译本。

## 概述
季羡林以第一人称记录自己在北京大学期间被批斗、抄家和囚禁的经历。季羡林最初并不愿意撰写自己在文革中的遭遇，1992年，他觉得人们要把文革完全遗忘了，并感到“非常悲哀、孤独与恐惧”，因此决定撰写回忆录。

## 名言
|  | 现在人们有时候骂人为‘畜生’，我觉得这是对畜生的污蔑。畜生吃人，因为它饿。它不会说谎，不会耍刁，决不会先讲上一大篇必须吃人的道理，旁征博引，洋洋洒洒，然后才张嘴吃人。而人则不然。 |